# Pendjabi
Cette page contient des caractères d'alphasyllabaires indiens. En cas de problème, consultez Aide:Unicode.
 (août 2016).
Si vous disposez d'ouvrages ou d'articles de référence ou si vous connaissez des sites web de qualité traitant du thème abordé ici, merci de compléter l'article en donnant les références utiles à sa vérifiabilité et en les liant à la section « Notes et références ».
Le pendjabi ou penjabi (ਪੰਜਾਬੀ ou پنجابی, pañjābī, /pəɲ.ˈdʒab̆.bi/) est une langue indo-européenne de la branche des langues indo-iraniennes parlée au Pendjab (en Inde et au Pakistan) par environ 100 millions de locuteurs (tous dialectes confondus). Cette langue est issue de prakrits, comme le hindi, tout en étant plus archaïque, donc irrégulière, que celle-ci. Elle utilise principalement le semi-syllabaire gurmukhi pour son écriture en Inde, et le système du shahmukhi au Pakistan, mais parfois la devanagari. Le pendjabi est une langue à tons, fonctionnant avec trois intonations. C'est une des rares langues indo-aryennes modernes de ce type. Les tons ne sont pas issus de l'accent de hauteur du sanskrit d'autrefois, mais du transfert du trait phonétique de murmure des consonnes aux voyelles avoisinantes.
Le pendjabi est assez éloigné du hindi. Toutefois, son lexique comporte de nombreux mots hindis ou apparentés.

## Étymologie
Le mot pendjabi (Punjabi en anglais) est dérivé du mot Pendjab (Punjab), un exonyme qui veut dire « les cinq eaux » en persan (panjab). Panj est apparenté au mot sanskrit pañca « cinq » et fait référence aux cinq principaux affluents à l'est du fleuve Indus. La région historique du Pendjab, à présent divisée entre l'Inde et le Pakistan, est définie physiographiquement par l'Indus et ces cinq affluents. L'un des cinq, la rivière Beas, est elle-même un affluent d'un autre, la Sutlej.
En Inde, le pendjabi est écrit à l'aide d'une des deux écritures standardisées distinctes : gurmukhi et devanagari. Le mot gurmukhi se traduit comme « la bouche du guru ». Les musulmans dans la région créèrent plus tard l'alphabet shahmukhi, signifiant « de la bouche du roi », basé sur l'abjad persan de la langue perso-arabe parlée au nord-est de l'Iran.

## Dialectes et langues apparentées
Les principaux dialectes du Pendjab sont le majhi, doabi, malwai, powadhi, pothohari et multani. Les dialectes du lahnda, incluant le saraiki et l'hindko, sont considérés comme des dialectes du Pendjab par beaucoup de linguistes mais comme des langues bien distinctes par d'autres.
Dans la dialectologie indo-aryenne en général, la présence de dialectes transitoires pose des problèmes dans l'assignation de quelques dialectes à une langue ou une autre. Cependant, au cours du siècle dernier, il y a souvent eu des désaccords quant à la manière de localiser le cœur géographique de la langue pendjabi. Le linguiste britannique George Abraham Grierson arrive à la conclusion que le groupe de dialectes connu collectivement comme « pendjabi de l'ouest » (Western Punjabi) constitue en fait une langue distincte du pendjabi. Il est parlé au nord et à l'ouest du cœur de la terre du Pendjab, dans la vallée de l'Indus et sur les plus basses vallées des « quatre rivières » pakistanaises (excepté la Beas). Il baptise alors ce groupe de dialectes « lahnda » dans l'ouvrage Language Survey of India (LSI) publié en 1919. Il regroupait comme « lahnda du sud » les dialectes qui sont maintenant reconnus comme le saraiki. Dans le recensement national du Pakistan de 1981, le saraiki et l'hindko (catégorisés auparavant comme « pendjabi de l'ouest »), recevaient le statut de langues distinctes, ce qui explique alors la diminution du pourcentage de locuteurs du pendjabi.

### Le dialecte standard
Le majhi est considéré comme le dialecte standard du Pendjab parce qu'il est la norme du pendjabi écrit. Il est parlé au cœur du Pendjab, dans la région historique du Majha, qui s'étend au Pakistan dans le nord-est dans la province du Pendjab (notamment Lahore, Sheikhupura, Kasur, Okara, Faisalabad, Gujranwala, Wazirabad, Sialkot, Narowal, etc.).
En Inde, il est parlé à Amritsar, Tarn Taran Sahib (en) et dans le district de Gurdaspur dans l'État du Pendjab, mais aussi par une importante population des plus grandes villes de l’État ainsi qu'à Delhi, en Haryana et dans l'Uttarakhand. Le majhi et le lahnda parlés au Pakistan utilisent un vocabulaire plus persanisé ainsi que les lettres Z, Kh et Gh de manière plus fréquente.

## Le pendjabi moderne

L’alphabet gurmukhi, excluant les voyelles

Le majhi est l'écriture standard pour le pendjabi dans les deux parties du Pendjab. Au Pakistan, le pendjabi est généralement écrit en utilisant le shahmukhi, créé à partir d'une modification de l'écriture perse nastaliq. En Inde, le pendjabi est le plus souvent rendu dans le gurmukhi, bien qu'il soit souvent écrit en écriture latine ou devanagari, ce qui est dû à l'influence de l'hindi et l'anglais, les deux principales langues officielles d'Inde.
En Inde, le pendjabi est une des 22 langues officielles. C'est la première langue officielle de l’État indien du Pendjab. Au Pakistan, le pendjabi n'a pas été reconnu comme langue officielle au niveau national, malgré le fait qu'elle soit la langue la plus parlée et qu'elle soit la langue de la province du Penjab, la province la plus peuplée et puissante du pays.

### Reconnaissance officielle
Le pendjabi est une des langues reconnues par la constitution indienne.
C'est la langue officielle de l'État du Pendjab. De plus, c'est une langue officielle additionnelle dans l'État du Haryana et à Delhi. Au Bengale-Occidental, le pendjabi est également une langue officielle additionnelle dans les divisions avec plus de 10 % de locuteurs dans la population[réf. nécessaire].
La langue n'a pas de reconnaissance officielle au Pakistan.
Selon le docteur Manzur Ejaz : « Au Pendjab central, le pendjabi n'est pas encore ni une langue officielle de la province ni une langue utilisée pour l'éducation à aucun niveau. Il n'y a que deux quotidiens publiés en pendjabi dans les zones centrales du Pendjab. Seul un petit nombre de mensuels littéraires constitue la presse pendjabie au Pakistan. »[réf. nécessaire]

### La diaspora pendjabie

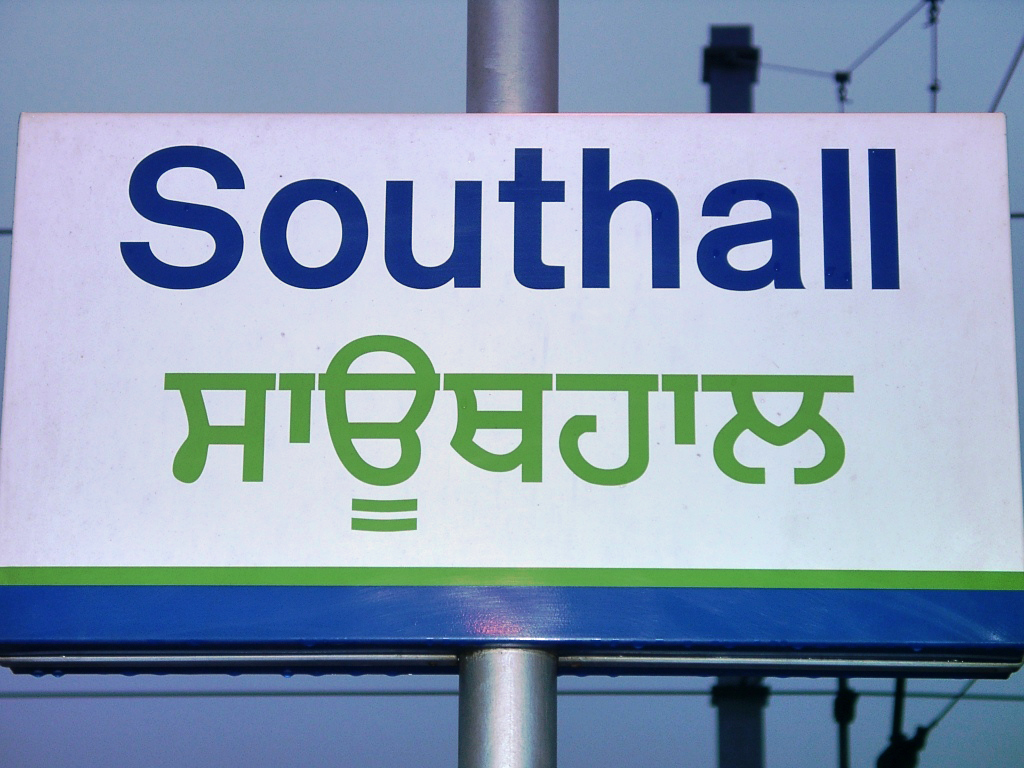
Panneau de la Southall Station (Royaume-Uni) en pendjabi transcrit en alphabet gurmukhi.

Le pendjabi est aussi parlé par les minorités pendjabies dans plusieurs pays qui ont connu une émigration de Penjabis, par exemple les États-Unis, l'Espagne, l'Australie, le Royaume-Uni , — où il représente la deuxième langue la plus couramment parlée[réf. nécessaire] — et le Canada, où il est la quatrième langue la plus usitée[réf. nécessaire].
Il y avait 76 millions de locuteurs du pendjabi au Pakistan en 2008, 33 millions en Inde en 2011, 1,3 million au Royaume-Uni en 2000, 368 000 au Canada en 2006, et de plus petits nombres dans d'autres pays.

## Histoire, littérature et culture

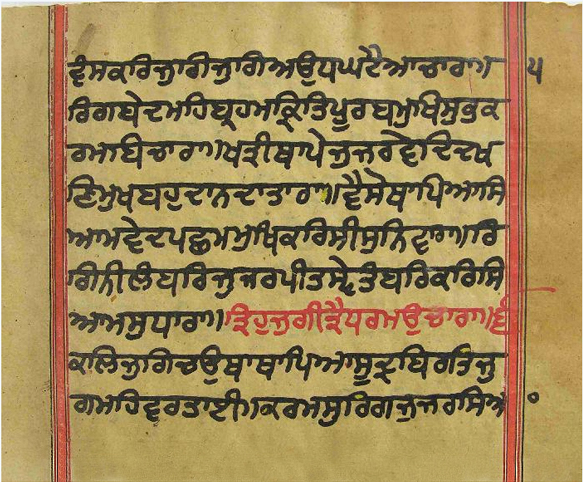
Le Varan Gyan Ratnavali au XVIe siècle, une source sikhe importante écrite par Bhai Gurdas.

Le pendjabi est une langue indo-aryenne. Elle est dérivée de la langue Shauraseni (en), qui était la principale langue médiévale du Nord de l'Inde. Le pendjabi est apparu en tant que langue indépendante au XIIe siècle. Fariduddin Ganjshakar est généralement reconnu comme le premier grand poète de la langue pendjabi.

### Sikhisme
La sikhisme a vu le jour au XVe siècle dans la région du Pendjab, et le pendjabi est la principale langue parlée par les Sikhs. La plupart des textes qui constituent le Guru Granth Sahib utilisent le pendjabi écrit en gurmukhi, bien que le pendjabi ne soit pas la seule langue retranscrite dans l'écriture sikh. Les Janam Sakhis, histoires sur la vie et légendes du Guru Nanak (1469-1539), sont des exemples de l'ancienne prose en pendjabi. Guru Nanak lui-même a composé un poème pendjabi avec un vocabulaire issu du sanskrit, de l'arabe, du persan et d'autres langues indiennes, caractéristiques de la tradition gurbani. La poésie soufie pendjabi s'est développée avec Shah Hussain (1538-1599), Sultan Bahu (1628–1691), Shah Sharaf (1640–1724), Ali Haider (1690–1785), Saleh Muhammad Safoori (fils de Mai Hazrat Safoora Qadiriyya, à qui Ali Haider avait rendu hommage), et Bulleh Shah (1680–1757). En contraste avec les poètes perses, qui avaient préféré le ghazal pour leur expression poétique, les poètes soufie pendjabi s'employaient à composer en kafi.

### Poésie
La poésie soufie a aussi influencé certaines traditions littéraires pendjabies, particulièrement le qissa pendjabi, un genre de tragédie romantique inspiré également de de sources indiennes, perses et coraniques. Le Heer Ranjha de Waris Shah (1706-1798) est un des glissa les plus polaires. On trouve d'autres histoires populaires comme Sohni Mahiwal par Fazal Shah, Mirza Sahiban par Hafiz Barkhudar (1658–1707), Sassui Punnhun par Hashim Shah, et Qissa Puran Bhagat par Qadaryar (1802–1892).
Les ballades héroïques comme les vaar (en) ont une riche tradition orale au Pendjab. Parmi les plus importants exemples de poésie héroïque ou épique, on peut mentionner les poèmes de Guru Gobind Singh dans son Chandi Di Var (en) (1666-1708). Nadir Shah Di Vaar de Najabat, œuvre en partie historique, met en scène l'invasion de l'Inde par Nâdir Châh en 1739. La Jangnama, ou « Chronique de guerre », a été introduite dans la littérature du Pendjab durant la période moghole. La Jangnama de Shah Mohammad (1780-1862) relate la Première Guerre anglo-sikhe de 1845-46.
Quelques ouvrages traitent de l'histoire de la littérature Punjabi.

### Le pendjabi dans la culture moderne
Le pendjabi est de plus en plus reconnu parmi les habitants du Pendjab ainsi que dans les médias et les communications modernes. Le pendjabi a toujours occupé une part importante du cinéma indien. Ces dernières années, une tendance de Bollywood à écrire des chansons entièrement en pendjabi a pu être observée. À un niveau national, des chansons de pop et folk en pendjabi sont très populaires à la fois en Inde et au Pakistan. À la télévision, de nombreux drames basés sur des caractères pendjabis sont diffusés sur différentes chaînes. Le nombre d'étudiants choisissant l'option littérature pendjabi a augmenté dans le Pendjab pakistanais. Le cinéma pendjabi a lui aussi connu un regain et de plus en plus de films pendjabi sont produits. En Inde, le nombre d'étudiants prenant littérature pendjabie en matière optionnelle pour les examens de l'IAS (en) a augmenté avec le taux de réussite des étudiants. La musique pendjabi gagne en popularité dans le monde.

## Écriture
Il y a deux manières d'écrire le pendjabi : les alphabets gurmukhi et shahmukhi. Le mot gurmukhi signifie « bouche du gourou » et shahmukhi, « bouche du roi ».
Dans la province pakistanaise du Pendjab, l'écriture utilisée est le shahmukhi, qui diffère de l'alphabet ourdou car il possède quatre lettres de plus. Dans l’État du Pendjab, le gurmukhi est l'écriture généralement utilisée pour écrire le pendjabi.

## Phonologie
Pour chaque phonème, l'écriture en gurmukhi, en shahmukhi et la romanisation ISO 15919 sont indiqués.

### Voyelles
|             | Antérieures | Antérieures | Antérieures | Antérieures | Quasi- antérieures | Quasi- antérieures | Quasi- antérieures | Quasi- antérieures | Centrales | Centrales | Centrales | Centrales | Quasi- postérieures | Quasi- postérieures | Quasi- postérieures | Quasi- postérieures | Postérieures | Postérieures | Postérieures | Postérieures |
| ----------- | ----------- | ----------- | ----------- | ----------- | ------------------ | ------------------ | ------------------ | ------------------ | --------- | --------- | --------- | --------- | ------------------- | ------------------- | ------------------- | ------------------- | ------------ | ------------ | ------------ | ------------ |
| Fermées     | [iː]        | ਈ           | اِی          | ī           |                    |                    |                    |                    |           |           |           |           |                     |                     |                     |                     | [uː]         | ਊ            | اُو           | ū            |
| Pré-fermées |             |             |             |             | [ɪ]                | ਇ                  | اِ                  | i                  |           |           |           |           | [ʊ]                 | ਉ                   | اُ                   | u                   |              |              |              |              |
| Mi-fermées  | [eː]        | ਏ           | اے          | ē           |                    |                    |                    |                    |           |           |           |           |                     |                     |                     |                     | [oː]         | ਓ            | او           | ō            |
| Moyennes    |             |             |             |             |                    |                    |                    |                    | [ə]       | ਅ         | اَ         | a         |                     |                     |                     |                     |              |              |              |              |
| Mi-ouvertes | [ɛː]        | ਐ           | اَے          | ai          |                    |                    |                    |                    |           |           |           |           |                     |                     |                     |                     | [ɔː]         | ਔ            | اَو           | au           |
| Ouvertes    |             |             |             |             |                    |                    |                    |                    | [aː]      | ਆ         | آ         | ā         |                     |                     |                     |                     |              |              |              |              |

### Consonnes
|            |           | Labiales | Labiales | Labiales | Labiales | Dentales | Dentales | Dentales | Dentales | Alvéolaires | Alvéolaires | Alvéolaires | Alvéolaires | Rétroflexes | Rétroflexes | Rétroflexes | Rétroflexes | Palatales | Palatales | Palatales | Palatales | Vélaires | Vélaires | Vélaires | Vélaires | Glottales | Glottales | Glottales | Glottales |
| ---------- | --------- | -------- | -------- | -------- | -------- | -------- | -------- | -------- | -------- | ----------- | ----------- | ----------- | ----------- | ----------- | ----------- | ----------- | ----------- | --------- | --------- | --------- | --------- | -------- | -------- | -------- | -------- | --------- | --------- | --------- | --------- |
| Nasales    | Nasales   | [m]      | ਮ        | م        | m        | [n̪]      | ਨ        | ن        | n        |             |             |             |             | [ɳ]         | ਣ           | ڻ/ݨ         | ṇ           | [ ɲ]      | ਞ         | ں         | ñ         | [ŋ]      | ਙ        | ں        | ṅ        |           |           |           |           |
| Occlusives | sourdes   | [p]      | ਪ        | پ        | p        | [t̪]      | ਤ        | ت        | t        |             |             |             |             | [ʈ ]        | ਟ           | ٹ           | ṭ           | [ t͡ʃ ]    | ਚ         | چ         | c         | [k]      | ਕ        | ک        | k        |           |           |           |           |
| Occlusives | aspirées  | [pʰ]     | ਫ        | پھ       | ph       | [t̪ʰ]     | ਥ        | تھ       | th       |             |             |             |             | [ʈʰ]        | ਠ           | ٹھ          | ṭh          | [ t͡ʃʰ]    | ਛ         | چھ        | ch        | [kʰ]     | ਖ        | کھ       | kh       |           |           |           |           |
| Occlusives | voisées   | [b]      | ਬ        | ب        | b        | [d̪]      | ਦ        | د        | d        |             |             |             |             | [ɖ ]        | ਡ           | ڈ           | ḍ           | [ d͡ʒ]     | ਜ         | ج         | j         | [g]      | ਗ        | گ        | g        |           |           |           |           |
| Fricatives | sourdes   | [f]      | ਫ਼        | ف        | f        |          |          |          |          | [s]         | ਸ           | ¹           | s           |             |             |             |             | [ ʃ ]     | ਸ਼         | ش         | ś         | [ x]     | ਖ਼        | خ        | k͟h       |           |           |           |           |
| Fricatives | voisées   |          |          |          |          |          |          |          |          | [z]         | ਜ਼           | ز           | z           |             |             |             |             |           |           |           |           | [ɣ]      | ਗ਼        | غ        | ġ        | [ɦ]       | ਹ         | ح/ہ       | h         |
| Rhotiques  | Rhotiques |          |          |          |          |          |          |          |          | [r~ɾ]       | ਰ           | ر           | r           | [ɽ]         | ੜ           | ڑ           | ṛ           |           |           |           |           |          |          |          |          |           |           |           |           |
| Spirantes  | Spirantes | [ʋ]      | ਵ        | و        | v        |          |          |          |          | [l]         | ਲ           | ل           | l           | [ɭ ]        | ਲ਼           | ݪ           | ḷ           | [ j]      | ਯ         | ی         | y         |          |          |          |          |           |           |           |           |

- Note ¹ : trois consonnes peuvent représenter le son [s] en écriture shahmukhi (س/ص/ث).

- Les consonnes rétroflexes [ɳ], [ɽ] et [ɭ ] ne se trouvent jamais en début de mot.
- Les consonnes nasales [ŋ] et [ ɲ] n'existent qu'en tant qu'allophones de [n] dans des groupes de consonnes où se succèdent des consonnes vélaires et palatales.
- La consonne palatale [ ʃ ] peut avoir l'allophone [ʂ] dans des groupes de consonnes contenant des rétroflexes.

## Grammaire
On appelle grammaire du pendjabi l'étude de l'ordre des mots, du marquage des cas, de la conjugaison ainsi que d'autres structures morphologiques et syntaxiques.

## Exemple de texte
Cet extrait est tiré de l'article de Wikipédia en pendjabi relatif à Lahore et retranscrit en écriture latine :

« Gurmukhi : ਲਹੌਰ ਪਾਕਿਸਤਾਨੀ ਪੰਜਾਬ ਦੀ ਰਾਜਧਾਨੀ ਹੈ । ਲੋਕ ਗਿਣਤੀ ਦੇ ਨਾਲ ਕਰਾਚੀ ਤੋਂ ਬਾਅਦ ਲਹੌਰ ਦੂਜਾ ਸਭ ਤੋਂ ਵੱਡਾ ਸ਼ਹਿਰ ਹੈ । ਲਹੌਰ ਪਾਕਿਸਤਾਨ ਦਾ ਸਿਆਸੀ, ਰਹਤਲੀ ਤੇ ਪੜ੍ਹਾਈ ਦਾ ਗੜ੍ਹ ਹੈ ਅਤੇ ਇਸ ਲਈ ਇਹਨੂੰ ਪਾਕਿਸਤਾਨ ਦਾ ਦਿਲ ਵੀ ਕਿਹਾ ਜਾਂਦਾ ਹੈ । ਲਹੌਰ ਰਾਵੀ ਦਰਿਆ ਦੇ ਕੰਢੇ ਤੇ ਵਸਦਾ ਹੈ ।
Shahmukhi : لہور پاکستانی پنجاب دا دارالحکومت اے۔ لوک گنتی دے نال کراچی توں بعد لہور دوجا سبھ توں وڈا شہر اے۔ لہور پاکستان دا سیاسی، رہتلی تے پڑھائی دا گڑھ اے تے اس لئی ایھنوں پاکستان دا دل وی کیھا جاندا اے۔ لہور راوی دریا دے کنڈھے تے وسدا ھے ۔
Translittération : Lahaur pākistānī panjāb dī rājdā̀ni ài. Lok giṇtī de nāḷ karācī tõ bāad lahaur dūjā sáb tõ vaḍḍā šáir ài. Lahor pākistān dā siāsī, rátalī te paṛā̀ī dā gáṛ ài te is laī ínū̃ pākistān dā dil vī kihā jāndā ài. Lahaur rāvī dariā de kaṇḍè te vasdā ài.
Phonétique : [lə̄ɦɔ̄ːɾ pāːkɪ̄st̪āːnīː pə̄̃d͡ʒāːb d̪īː ɾāːd͡ʒt̪àːnɪ̄ ɦɛ̀ː ‖ lōk ɡɪ̄ɳt̪īː d̪ē nāːl kə̄ɾāːt͡ʃīː t̪ō̃ bāːə̄d̪ lə̄ɦɔ̄ːɾ d̪ūːd͡ʒāː sə́p t̪ō̃ ʋːə̄ɖāː ʃə̄ɦɪ̄ɾ ɦɛ̀ː ‖ lə̄ɦɔ̄ːɾ pāːkɪ̄st̪āːn d̪āː sɪ̄āːsīː  ɾə́ɦt̪ə̄līː t̪ē pə̄ɽɦàːīː d̪āː ɡə́ɽɦ ɦɛ̀ː t̪ē ɪ̄s lə̄īː ɪ́ɦnū̃ pāːkɪ̄st̪āːn d̪āː d̪ɪ̄l ʋīː kɪ̄ɦāː d͡ʒā̃ːd̪āː ɦɛ̀ː ‖ lə̄ɦɔ̄ːɾ  ɾāːʋīː d̪ə̄ɾɪ̄āː d̪ē kə̄̃ʈè t̪ē ʋə̄̃sd̪īː ɦɛ̀ː ‖]
Traduction : Lahore est la capitale du Penjab pakistanais. C'est la deuxième ville [du Pakistan] après Karachi en nombre d'habitants. C'est un centre politique, économique et éducationnel pakistanais important. C'est pour cela qu'on qualifie parfois Lahore de “cœur du Pakistan”. Elle se trouve sur les rives de la Ravi. »